# Kozácko

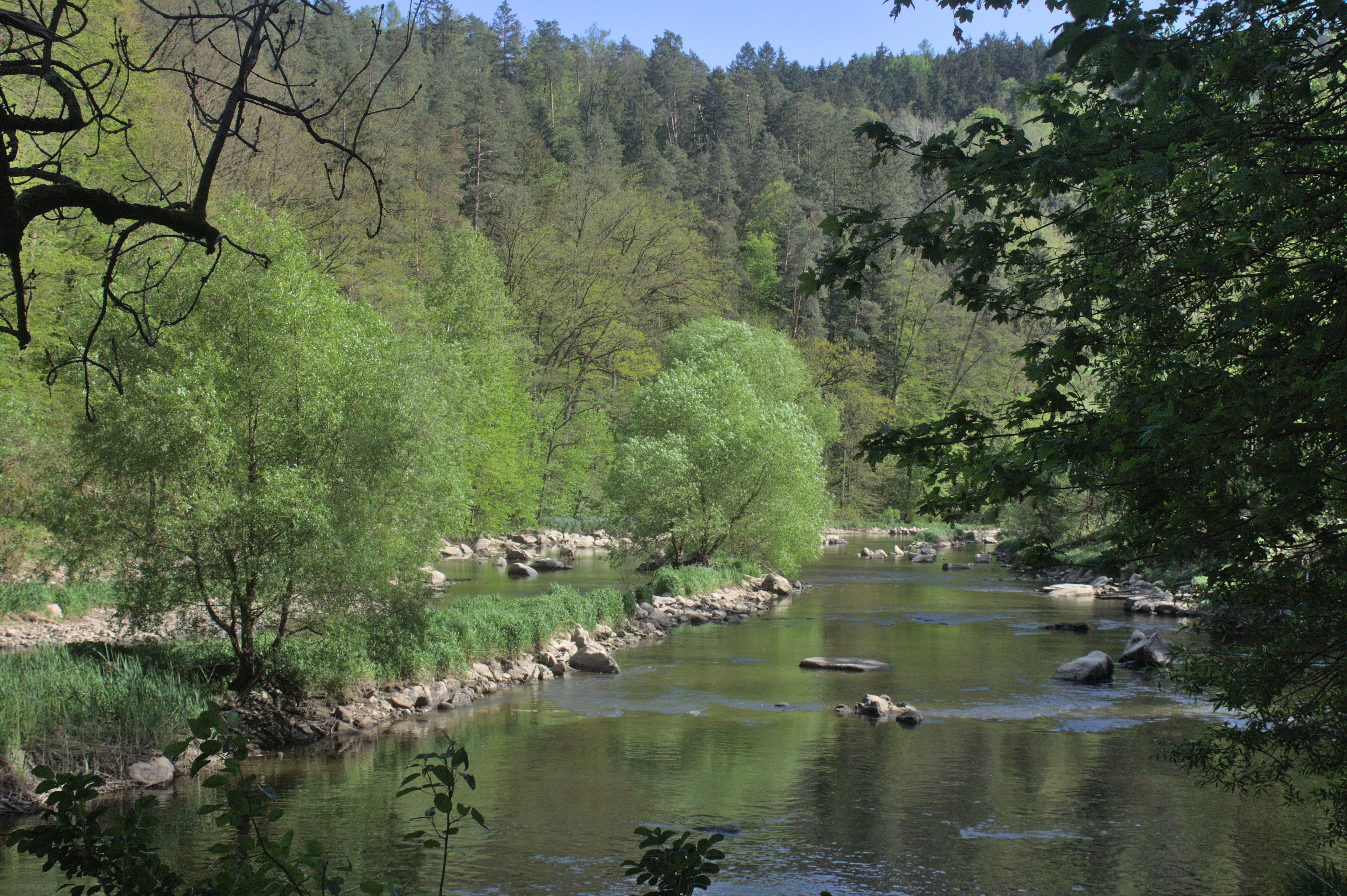
Údolí Lužnice nedaleko Tábora

Kozácko je národopisný region ležící v severovýchodní části Jihočeského kraje v povodí řeky Lužnice, střediskem je město Tábor. Etnografický atlas Čech, Moravy a Slezska IV. vymezuje hranice Kozácka vesnicemi Radimovice u Tábora, Dražičky, Malšice, Hlavatce, Želeč, Roudná, Brandlín, Budislav a Psárov a na severovýchodě Černovickým potokem. Vzhledem k poloze v Táborské pahorkatině to byl kraj poměrně chudý v porovnání s jižněji ležícími Blaty: „Hůře je na severu Blat, kde začíná Kozácko. Sňatky se mezi Blaťáky a Kozáky neuzavíraly, ale stalo-li se přece, že se Blaťák oženil s Kozačkou, byl u svých rodáků k opovržení.“ Menší počet sedláků vedl k tomu, že se zde nezachovalo výrazné nářečí ani památky lidové architektury. Název Kozácka se odvozuje buď od toho, že nejčastějšími hospodářskými zvířaty zde byly kozy, nebo od charakteristických zvláštností místního kroje: ženy nosily čepce vybíhající v rohy, mužský kabát měl na zádech třapec připomínající kozí ocas.